# Pelikaner
Pelikaner (latin: Pelecanidae) er en familie af fugle, der indeholder 8 arter i slægten Pelecanus.

## Klassifikation
Familie: Pelecanidae
- Slægt: Pelecanus
  - Hvid pelikan, Pelecanus onocrotalus
  - Rosapelikan, Pelecanus rufescens
  - Krøltoppet pelikan, Pelecanus crispus
  - Grå pelikan, Pelecanus philippensis
  - Australsk pelikan, Pelecanus conspicillatus
  - Amerikansk hvid pelikan, Pelecanus erythrorhynchos
  - Brun pelikan, Pelecanus occidentalis
  - Perupelikan, Pelecanus thagus

## Pelikanen som symbol
Bloddonorer får efter tapning nr. 100 en stentøjspelikan. Pelikanen er et symbolsk valg. 
Siden oldkristen tid har pelikanen optrådt som symbol på Kristus, der ofrede sig selv, udgød sit blod for menneskene.
Det ved vi fra gamle skrifter, men også fra kalkmalerierne i mange af vores gamle kirker. 
Fra det 11. og 12. århundrede kan vi se kalkmalerier med pelikaner blandt mange andre fabeldyr og figurer.  
Pelikanen er afbildet som om den hakker sit bryst til blods for at give det til sine skrantende unger. 